# Lenkovo, Plevna
Lenkovo (în bulgară Ленково) este un sat în comuna Guleanți, regiunea Plevna,  Bulgaria. 

## Demografie
Componența etnică a satului Lenkovo
     Bulgari (96,35%)
     Romi (3,12%)
     Nicio identificare (0,52%)
     Altele (0%)
La recensământul din 2011, populația satului Lenkovo era de 384 locuitori. Din punct de vedere etnic, majoritatea locuitorilor (96,35%) erau bulgari, cu o minoritate de romi (3,12%). Pentru 0,52% din locuitori nu este cunoscută apartenența etnică.